# Pipa (medida)

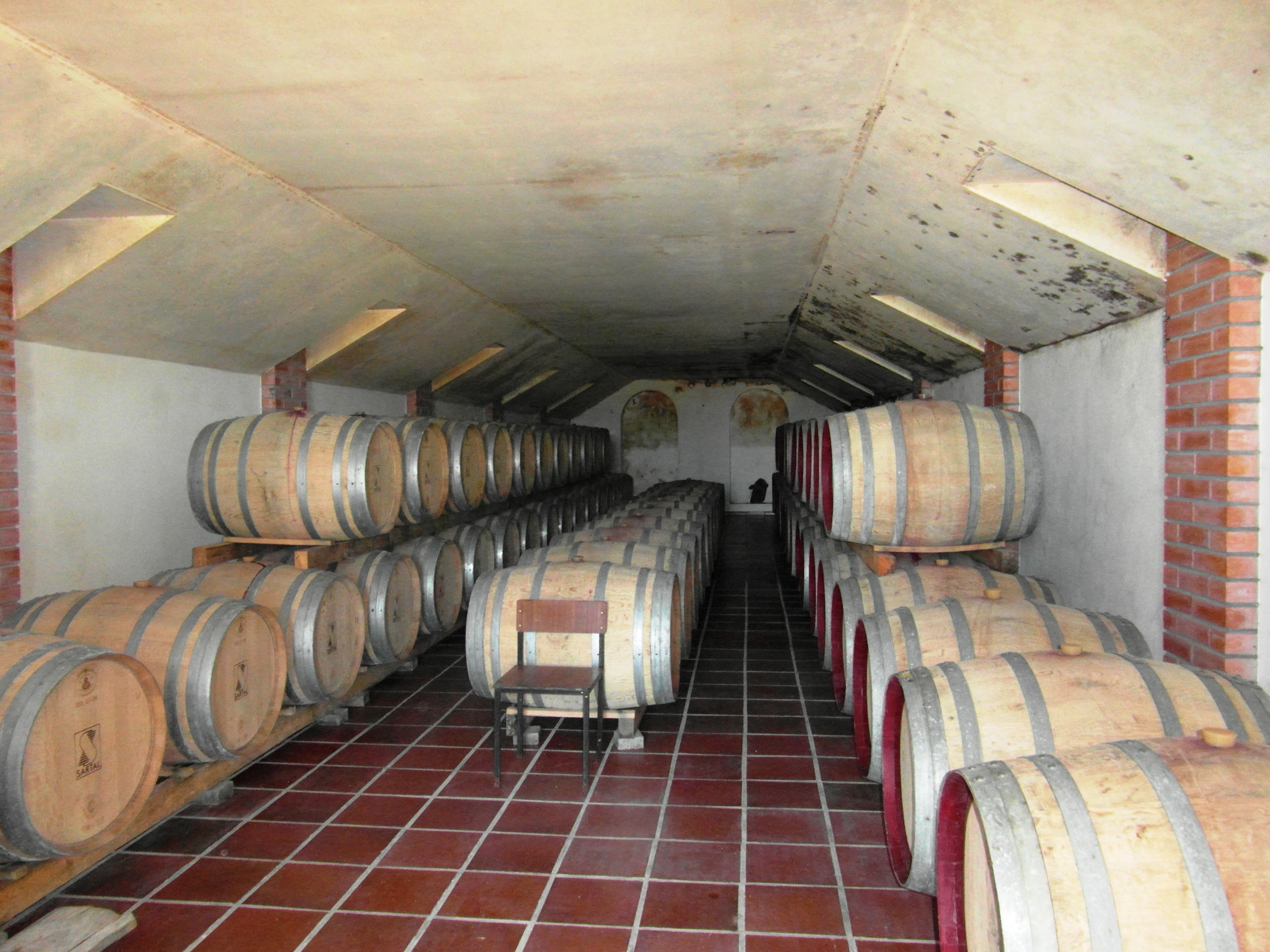
Pipas de madeira

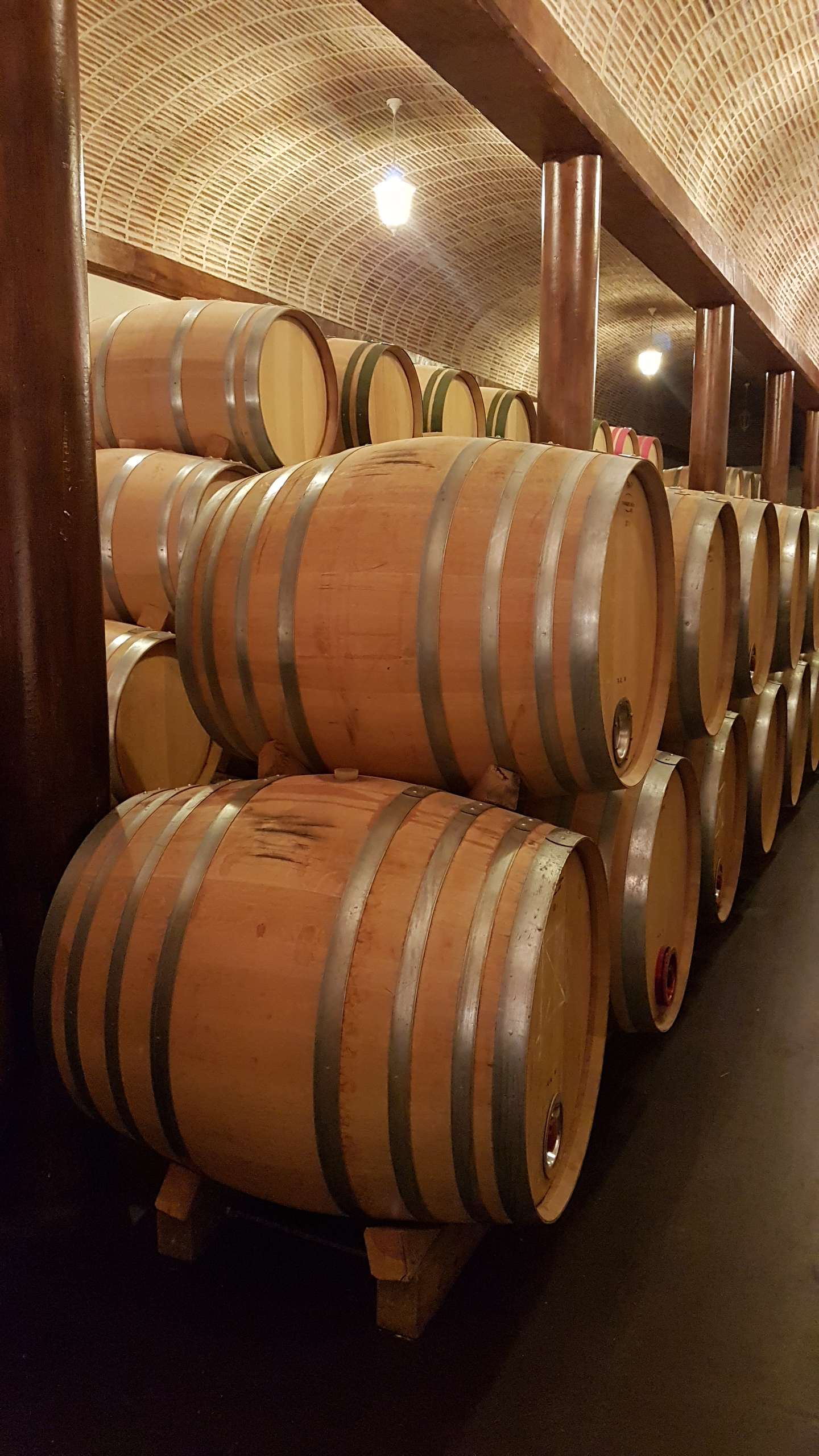
Pipas de carvalho de 500 litros, na adega Casajús, na D.O. Ribera del Duero.

Pipa é uma vasilha grande de madeira usada para armazenamento de líquidos. É usada para envelhecer os destilados, tornando-os mais ricos em compostos fenólicos.
É uma unidade de medida de capacidade para líquidos, de origem europeia, geralmente equivalente a meio tonel ou 21 a 25 almudes. Na Região Demarcada do Douro, a mais antiga região demarcada do mundo, a sua capacidade é de 550 litros.

## Tipos de madeira
As pipas podem ser feitas em madeira de Carvalho:
- Quercus robus
- Quercus petrae
- Quercus alba

Ou de Castanho:
- Castanea sativa